# Márta Kelemen
Márta Kelemen (Budapest, Hungría, 17 de septiembre de 1954) es una gimnasta artística húngara, medallista de bronce olímpica en 1972.

## 1972
En los JJ. OO. de Múnich gana el bronce en equipos, tras la Unión Soviética y Alemania del Este, siendo sus compañeras de equipo: Ilona Békési, Mónika Császár, Zsuzsa Nagy, Anikó Kéry y Krisztina Medveczky.